# Критско море
Критско море е море част от Средиземно море разположено на юг от Егейско море и Цикладските острови и на север от остров Крит. На запад граничи с Йонийско море и останалата част на Средиземно море. Фериботни линии вървят между Пирея и южни острови като Додеканезите в Критско море.